# Немонотонная логика
Немонотонная логика — формальная логика, отношение между умозаключениями которой не является монотонным. Другими словами, немонотонные логики разрабатываются для того, чтобы фиксировать и представлять опровергаемые выводы (см. опровергаемое рассуждение), т.е. такие умозаключения, в которых возникает предварительный вывод, позволяющий отказаться от заключений (выводов), на основе дополнительных, новых, полученных данных. 
Большинство изученных формальных логик имеют монотонное следствие отношений, означающее, что добавление формулы, в теорию, никогда не приводит к сокращению множества выводов. Интуитивно понятно, что монотонность свидетельствует, о том, что получение нового знания не может уменьшить набор уже имеющихся знаний. Монотонная логика оказывается неприменима для решения различных задач рассуждений, таких как дефолтная логика, где выводы могут быть получены только из-за отсутствия доказательств обратного, абдуктивное рассуждение (выводы строятся только как наиболее вероятные объяснения), некоторые важные подходы рассуждения о знании, в случае получения знания о заключении заранее, необходимо отказаться от вывода о неизвестности заключения и, аналогично, пересмотр убеждений, когда новое знание может противоречить старым убеждениям.

## Абдуктивное рассуждение
Абдуктивное рассуждение — процесс выведения достаточного объяснения из известных фактов. Абдуктивная логика не должна быть монотонной, поскольку вероятные объяснения не обязательно являются правильными. 
Например, вероятным объяснением того, что трава была мокрой, является дождь. Однако, от этого объяснения приходится отказаться, когда выясняется, что на самом деле причиной мокрой травы был разбрызгиватель. Поскольку старое объяснение (шёл дождь) отбрасывается, из-за добавления нового знания (действовал разбрызгиватель), любая логика, моделирующая объяснения, является немонотонной.

## Рассуждение о знании
Если логика включает формулы, означающие, что что-то неизвестно, то такая логика не должна быть монотонной. Действительно, познание того, что ранее было неизвестно, приводит к исключению, из логики, состава формулы, указывающей на отсутствие данного фрагмента знания. Это второе изменение (удаление, вызванное добавлением) нарушает условие монотонности. 
Рассуждение о знании — автоэпистемическая логика.

## Пересмотр убеждений
Пересмотр убеждений — процесс внесения изменений в убеждения с учётом возникающих потребностей, которые могут быть несовместимы со старыми убеждениями. В предположении, что новое убеждение верно, некоторые из старых убеждений должны быть опровергнуты, чтобы сохранить согласованность. Такое отречение, в ответ на добавление, во взгляды, нового убеждения делает любую логику пересмотра убеждений немонотонной. 
Подход, основанный на пересмотре убеждений, является альтернативой паранепротиворечивым логикам, которые допускают несогласованность, а не пытаются исключить её из системы.